# Holbox

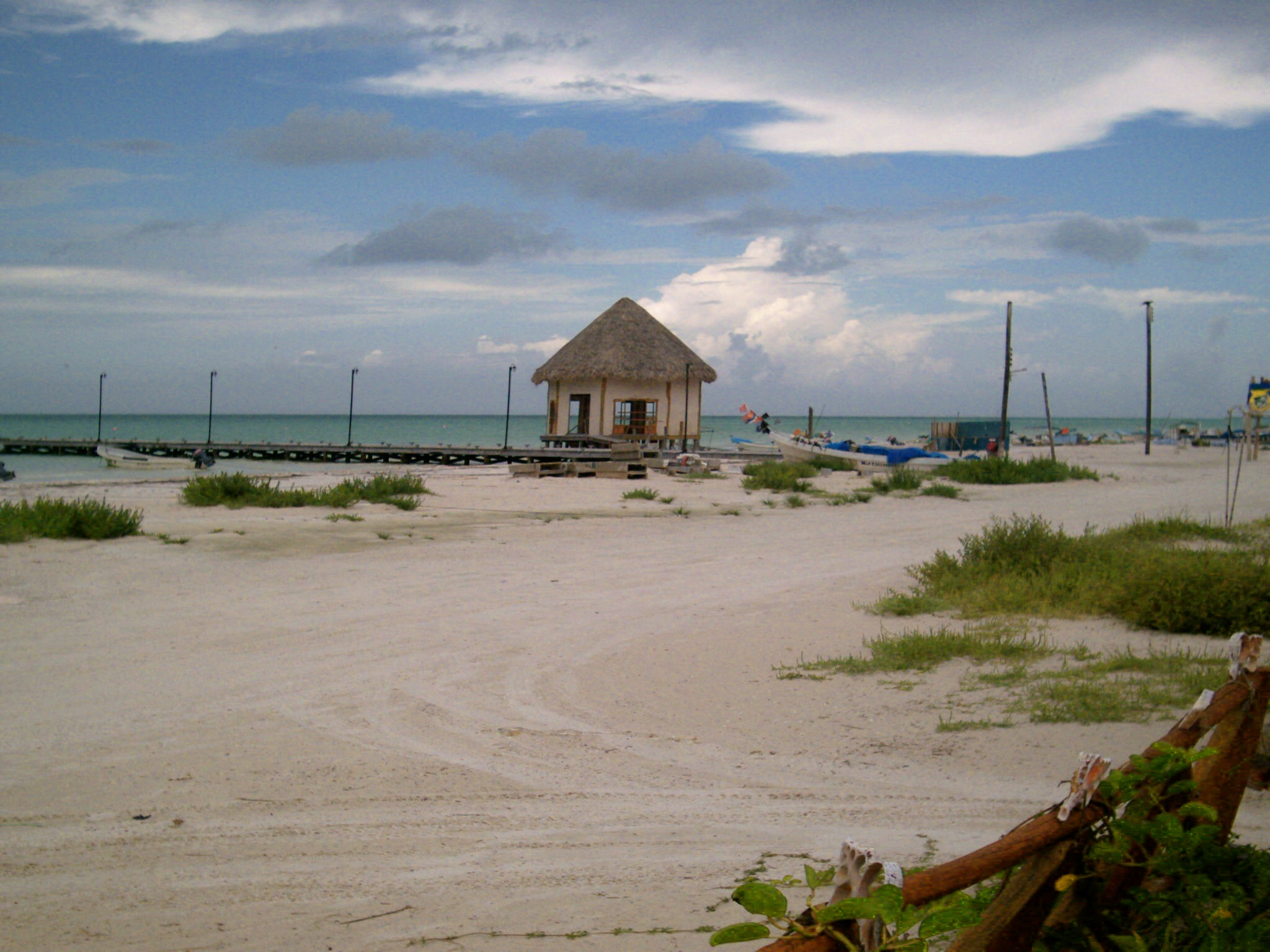
Holbox

Holbox is een eiland ten westen van Kaap Catoche, voor de kust van Mexico. Holbox behoort tot de gemeente Lázaro Cárdenas en de deelstaat Quintana Roo. Het eiland wordt bewoond door ongeveer 1500 mensen. Op het eiland rijden bijna geen auto's rond. Al het transport gebeurt er door middel van golfkarretjes. 
De oorspronkelijke bevolking werd gevormd door Maya-indianen. Deze vermengden zich later met piraten, en hun afstammelingen leven nog steeds op Holbox. Tegenwoordig is Holbox vooral bekend als bestemming voor toeristen.